# Otto Stenberg
Otto Stenberg (né le 29 mai 2005 à Stenungsund en Suède) est un joueur suédois de hockey sur glace. Il évolue à la position de attaquant.

## Biographie

### En club
Otto commence sa carrière professionnelle avec le Frölunda HC en SHL, lors de la Saison 2022-2023. Le 14 octobre 2022, il dispute son premier match face au Skellefteå AIK. Il inscrit son premier point, un but, face au Örebro HK, le 25 janvier 2023.
En prévision du repêchage de 2023, la centrale de recrutement de la LNH le classe au 6e rang des espoirs européens chez les patineurs. Il est sélectionné en 25e position par les Blues de Saint-Louis.

### En équipe nationale
Axel participe au Championnat du monde moins de 18 ans en 2022. Il remporte l'or face aux États-Unis.
la même année, il prend part à la Coupe Hlinka-Gretzky en 2022. Il remporte la médaille d'argent, s'inclinant sur le score de 4-1 face au Canada.
En 2023, lors du Championnat du monde des moins de 18 ans, il s'incline  face aux États-Unis, mais lors de la finale. Il remporte donc la médaille d'argent.

## Statistiques

### En club
| Saison    | Équipe       | Ligue               |                   | Saison régulière  | Saison régulière  | Saison régulière  | Saison régulière  | Saison régulière  |                   | Séries éliminatoires | Séries éliminatoires | Séries éliminatoires | Séries éliminatoires | Séries éliminatoires |
| Saison    | Équipe       | Ligue               | PJ                | B                 | A                 | Pts               | Pun               | PJ                | B                 | A                    | Pts                  | Pun                  |                      |                      |
| 2019-2020 | Bohuslän/Dal | TV-Pucken           | 5                 | 2                 | 5                 | 7                 | 0                 | -                 | -                 | -                    | -                    | -                    |                      |                      |
| 2022-2023 | Frölunda HC  | SHL                 | 23                | 1                 | 2                 | 3                 | 0                 | -                 | -                 | -                    | -                    | -                    |                      |                      |
| 2022-2023 | Frölunda HC  | Ligue des champions | 2                 | 0                 | 0                 | 0                 | 0                 | -                 | -                 | -                    | -                    | -                    |                      |                      |
| 2023-2024 | Frölunda HC  | SHL                 | Saison en cours ? | Saison en cours ? | Saison en cours ? | Saison en cours ? | Saison en cours ? | Saison en cours ? | Saison en cours ? | Saison en cours ?    | Saison en cours ?    | Saison en cours ?    |                      |                      |

### En équipe nationale
| Année | Équipe    | Compétition                          |   | PJ | B | A  | Pts | Pun               |  | Résultat |
| 2022  | Suède U18 | Championnat du monde moins de 18 ans | 6 | 2  | 0 | 2  | 0   | Médaille d'or     |  |          |
| 2022  | Suède U18 | Coupe Hlinka-Gretzky                 | 5 | 0  | 2 | 2  | 6   | Médaille d'argent |  |          |
| 2023  | Suède U18 | Championnat du monde moins de 18 ans | 7 | 7  | 9 | 16 | 4   | Médaille d'argent |  |          |

## Trophées et honneurs personnels

### Championnat du monde moins de 18 ans
- Médaille d'or en 2022
- Membre de l'équipe d'étoile en 2023
- Médaille d'argent en 2023

### Coupe Hlinka-Gretzky
- Médaille d'argent en 2022